# Василе Кірою
Василе Кірою (рум. Vasile Chiroiu, 19 серпня 1910, Комлошу-Маре — 9 травня 1976) — румунський футболіст, що грав на позиції захисника, зокрема, за клуби «Політехніка» (Тімішоара) та «Рапід» (Бухарест), а також національну збірну Румунії.
Дворазовий чемпіон Румунії. Володар Кубка Румунії.

## Клубна кар'єра
У футболі дебютував 1925 року виступами за команду «Політехніка» (Тімішоара), в якій провів три сезони.
Згодом з 1928 по 1931 рік грав у складі команд «Банатуль» (Тімішоара) та «Політехніка» (Тімішоара).
Своєю грою за останню команду привернув увагу представників тренерського штабу клубу «Рапід» (Бухарест), до складу якого приєднався 1931 року. Відіграв за бухарестську команду наступні три сезони своєї ігрової кар'єри. У складі бухарестського «Рапіда» був одним з головних бомбардирів команди, маючи середню результативність на рівні 0,7 голу за гру першості.
Протягом 1934—1940 років захищав кольори клубів «Орадя», «Ріпенсія» та «ЧАМ Тімішоара». Протягом цих років двічі виборював титул чемпіона Румунії, ставав володарем Кубка Румунії.
Завершив професійну ігрову кар'єру у клубі «Куджир», за команду якого виступав протягом 1940—1941 років.

## Виступи за збірну
1931 року дебютував в офіційних матчах у складі національної збірної Румунії. Протягом кар'єри у національній команді провів у її формі 9 матчів.
У складі збірної був учасником чемпіонату світу 1938 року у Франції, де румуни програли (3-3 і 1-2) команді Куби в 1/8 фіналу. Кірою вийшов на поле тільки в першому матчі.
Помер 9 травня 1976 року на 66-му році життя.

## Титули і досягнення
- Чемпіон Румунії (2):

«Ріпенсія»: 1935-1936, 1937-1938
- Володар Кубка Румунії (1):

«Ріпенсія»: 1935-1936